# ثوم طشقندي
ثوم طشقندي (الاسم العلمي: Allium tashkenticum) هو نوع من النباتات يتبع جنس الثوم من فصيلة النرجسية. سمي هذا النوع نسبةً إلى منطقة طشقند في أوزبكستان.